# Mendoza, Peru
Mendoza este un oraș din partea nordică a statului Peru, fiind capitala provinciei Rodríguez de Mendoza, regiunea Amazonas. Datorită așezării sale, climatul orașului este unul tropical.